# (464147) 2014 XX27
(464147) 2014 XX27 es un asteroide perteneciente al cinturón de asteroides, descubierto el 14 de noviembre de 2001 por el equipo Spacewatch desde el Observatorio Nacional de Kitt Peak (Arizona, Estados Unidos).